# Basilika Mariä Himmelfahrt (Trzemeszno)

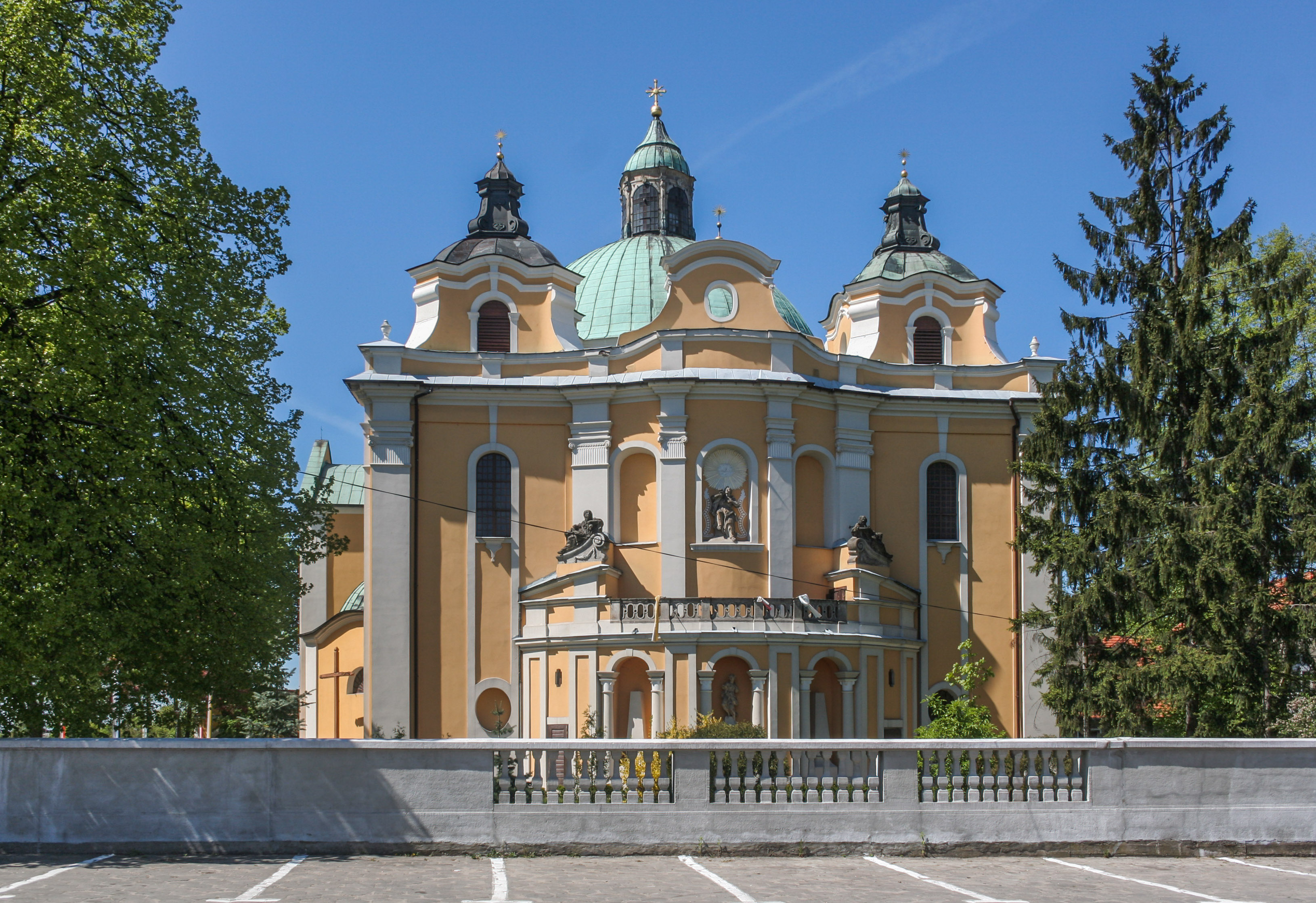
Basilika Mariä Himmelfahrt

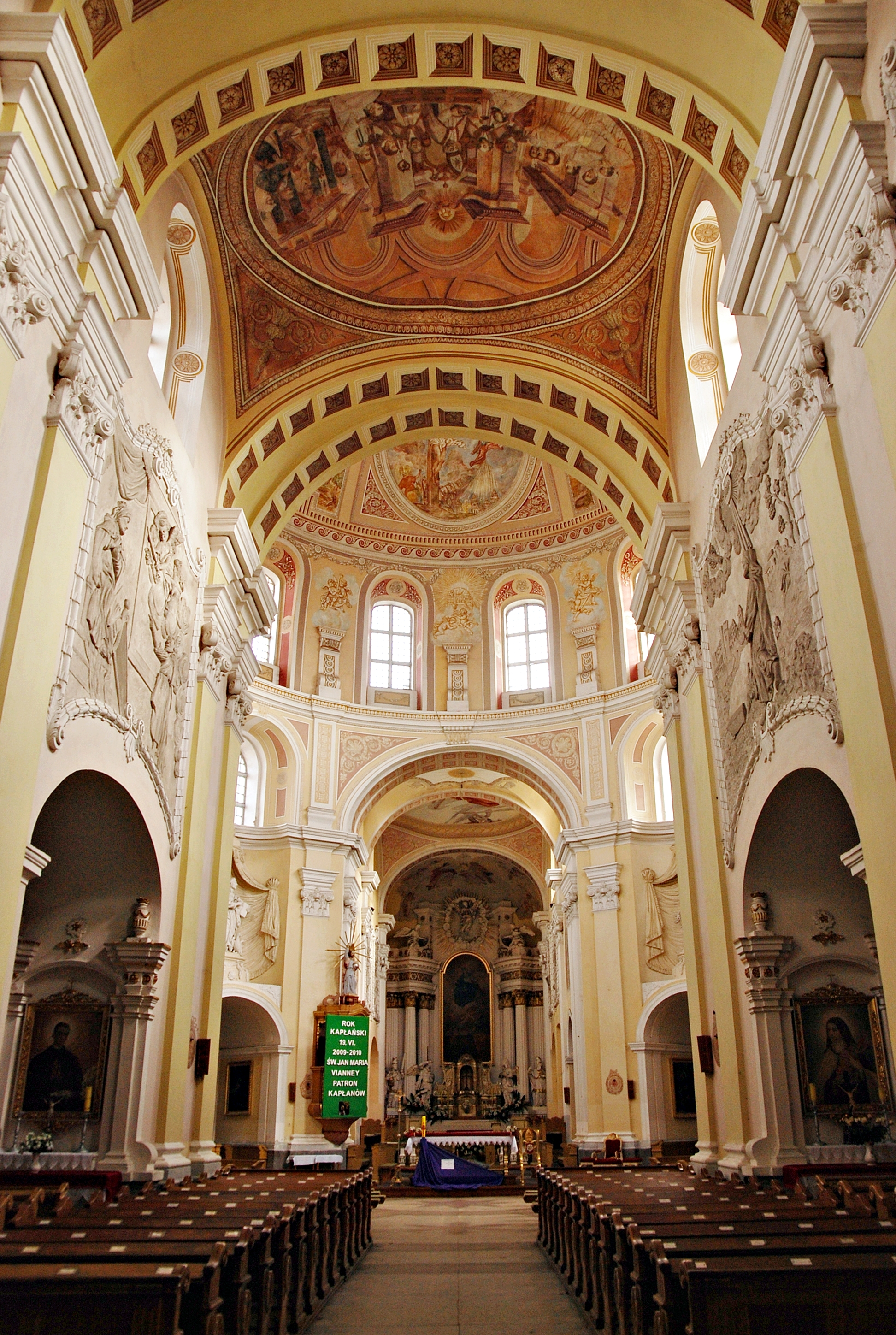
Innenraum

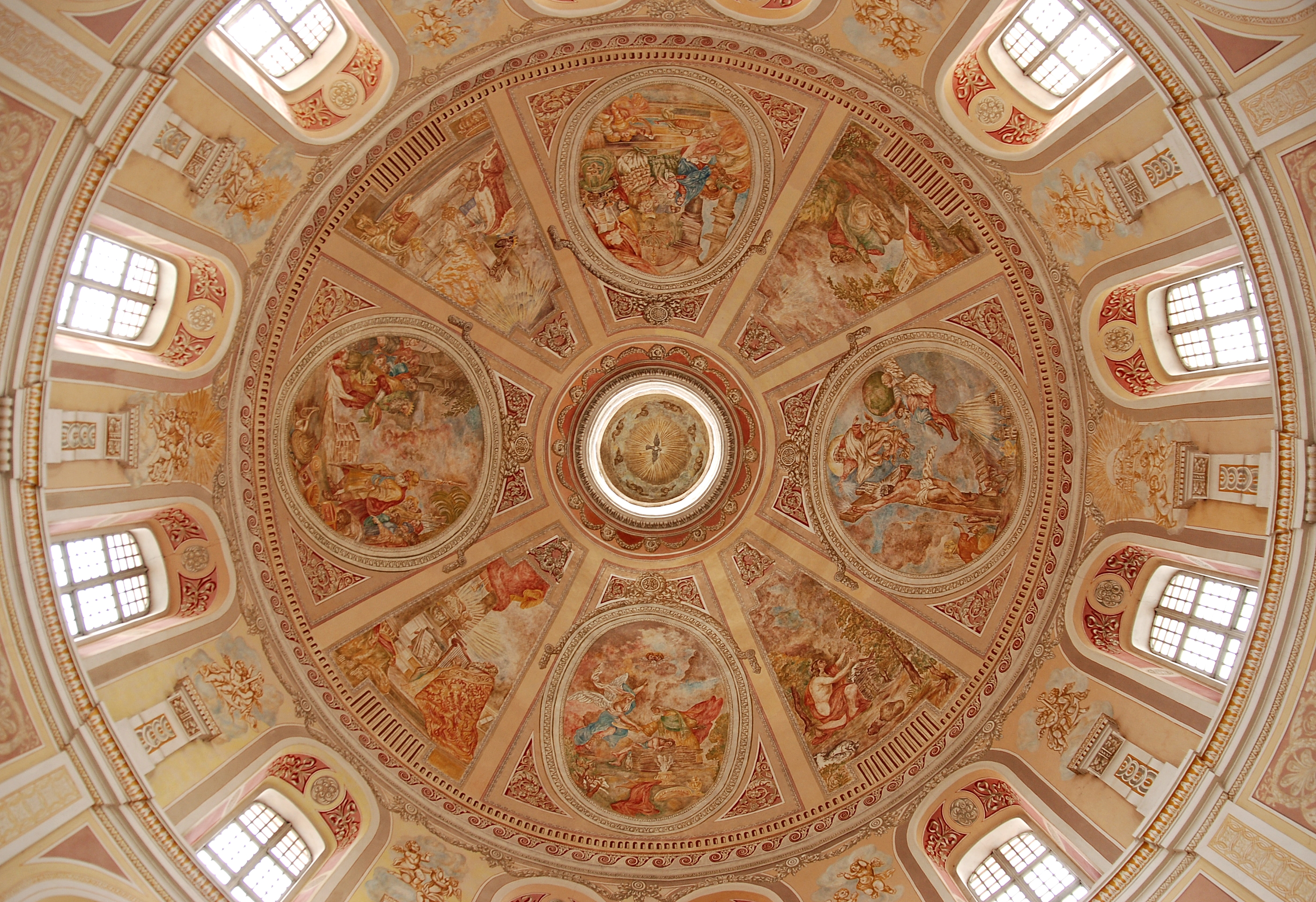
Kuppel

Die Basilika Mariä Himmelfahrt und Erzengel Michael (polnisch Bazylika Wniebowzięcia Najświętszej Maryi Panny i św. Michała Archanioła) ist eine römisch-katholische Pfarrkirche in Trzemeszno in der polnischen Woiwodschaft Großpolen. Die spätbarocke Kirche des Erzbistums Gniezno stammt im Kern aus dem 12. Jahrhundert. Die frühere Abteikirche trägt seit 1969 den Titel einer Basilica minor und wurde 1960 zum Baudenkmal erklärt. 

## Geschichte
Eine mögliche Vorgängerkirche aus dem 10. Jahrhundert könnte bei tschechischen Einfällen unter Břetislav I. zerstört worden sein. Die Ursprünge der heutigen Kirche werden im 11. oder 12. Jahrhundert vermutet, sie wurde als romanische Kirche errichtet. Nach verschiedenen Bränden wurde die Kirche Ende des 16. Jahrhunderts unter Verwendung der Fundamente und eines Teils der Mauern des Vorgängerbaus im gotischen Stil wieder aufgebaut. Unter Abt Michał Kosmowski wurde sie nach Vorbild der Kirche Santa Maria della Salute in Venedig dann 1764 bis 1781 erneut umgebaut und erweitert. Die nun barocke Klosterkirche wurde nach Abschluss der Bauarbeiten 1791 geweiht. Das Kloster wurde 1836 unter preußischer Herrschaft geschlossen und abgerissen.
Während des Zweiten Weltkriegs wurde die Kirche von den deutschen Besatzern aller wertvollen Gegenstände beraubt und als Militärlager genutzt. Beim Verlassen der Stadt am 21. Januar 1945 brannten Wehrmachtssoldaten die Kirche nieder. Die Kirche wurde es in den 1950er und 1960er Jahren zusammen mit einer gründlichen Rekonstruktion von Elementen der Innenarchitektur wieder aufgebaut.
Am 28. Oktober 1969 wurde die Pfarrkirche von Papst Paul VI. in den Rang einer Basilica minor erhoben.

## Bauwerk
Der dreischiffige Barockbau auf dem Grundriss eines lateinischen Kreuzes wurde im Stil einer Basilika gebaut. Er besitzt eine große Vierungskuppel über einem durchfensterten Tambour und ist umgeben von einem Kapellenkranz. Es sind Fragmente der romanischen und gotischen Vorgängerkirchen erhalten, so Fundamente und Säulen. Die barocke Ausstattung umfasst Fresken von Franciszek Smuglewicz. 
In der Nähe der Basilika befindet sich der renovierte ehemalige Abtspalast, in dem heute das Pfarrhaus untergebracht ist.